# Vedevågs bruksförsamling
Vedevågs församling var en bruksförsamling i Västerås stift i Svenska kyrkan, i nuvarande Lindesbergs kommun. Församlingen uppgick 1872 i Lindesbergs landsförsamling.
Församlingskyrka var Vedevågs kyrka.

## Administrativ historik
Bruket, beläget strax sydost om Lindesberg, hade egen kyrkobokföring 1764-1871 inom Lindesbergs landsförsamling. Församlingen fick egen kyrka 1837 och betraktades åtminstone från den tiden som en egen församling.